# Oxana Kúshchenko
Oxana Vladímirovna Kúshchenko –en ruso, Оксана Владимировна Кущенко– (Moscú, 18 de febrero de 1972) es una deportista rusa que compitió en esquí acrobático, especialista en la prueba de acrobacias.
Ganó dos medallas en el Campeonato Mundial de Esquí Acrobático, oro en 1997 y plata en 1999.

## Medallero internacional
| Campeonato Mundial | Campeonato Mundial | Campeonato Mundial | Campeonato Mundial |
| Año                | Lugar              | Medalla            | Competición        |
| ------------------ | ------------------ | ------------------ | ------------------ |
| 1997               | Nagano (Japón)     | Medalla de oro     | Acrobacias         |
| 1999               | Meiringen (Suiza)  | Medalla de plata   | Acrobacias         |